# Wilfried Helling
Wilfried Helling (* 26. Mai 1927 in Bremen; † 29. Dezember 2003 ebenda) war ein deutscher Rechtsanwalt und Rechtswissenschaftler.

## Biografie
Helling war der Sohn eines Bankdirektors. Er besuchte das Neue Gymnasium (Oberschule am Barkhof) in Bremen. Er studierte von 1946 bis 1950 Rechtswissenschaften an der Christian-Albrechts-Universität zu Kiel und an der Ludwig-Maximilians-Universität München. Es folgte das Rechtsreferendariat in Bremen und das Zweite Staatsexamen 1954.
Nach Abschluss der Ausbildung war er als Anwaltsassessor und ab 1954 als Rechtsanwalt in Bremen tätig. Er wurde 1958 in Kiel zum Dr. jur. promoviert. 1961 wurde er Notar. Er führte die 1875 von G. H. Heumann gegründete Anwaltskanzlei weiter, die sich später mit der Anwaltsgemeinschaft Genscher, Büsing, Müffelmann vereinigte.
Er war Mitglied im Vorstand der Bremer Eiswette und war hier längere Zeit der Notarius publicus bei den jährlichen Veranstaltungen. Er lebte später in Carabietta (Kanton Tessin, Schweiz).
Helling war verheiratet und hatte zwei Kinder.

## Werke
- Untersuchungen zur Entwicklung der mittelalterlichen bremischen Stadt und Gerichtsverfassung. Kiel 1955.
- Gleichschaltung und Ausgrenzung – Der Weg der Bremischen Anwaltschaft ins Dritte Reich, Band 2 einer Serie, Hg.: Hanseatische Rechtsanwaltskammer, Bremen 1990, ISBN 3-9803141-1-1.
- Dorf und Domburg als alter bremischer Siedlungsbereich. In: Der Aufbau, Verlag Wiederaufbau, Bremen 1999